# Jack Sonni
Jack Sonni, właśc. John Thomas Sonni (ur. 9 grudnia 1954 w Indianie, zm. 30 sierpnia 2023) – amerykański gitarzysta, były członek grupy rockowej Dire Straits. Wziął udział w sesji nagraniowej albumu Brothers in Arms oraz w trasie koncertowej promującej ten album.

## Życiorys
W dzieciństwie nauczył się grać na pianinie, trąbce i gitarze. Studiował na University of Connecticut, następnie przeniósł się do Hartford Conservatory. W 1976 roku przeprowadził się do Nowego Jorku, gdzie założył zespół Leisure Class. 
W 1978 roku, pracując w sklepie muzycznym na Manhattanie, gdzie poznał Marka i Davida Knopflerów. W 1984 roku został zaproszony do dołączenia do zespołu Dire Straits. W 1988 roku zrezygnował z kariery muzycznej w związku z narodzinami dwóch córek. Następnie zajmował się marketingiem. W 2006 roku przeprowadził się do San José del Cabo, gdzie zajął się pisarstwem, w 2007 roku przeniósł się do Healdsburg. Pracował m.in. dla przedsiębiorstwa Line 6 i Seymour Duncan.